# Vườn quốc gia Frank Hann
Vườn quốc gia Frank Hann là một vườn quốc gia ở Tây Úc, Úc.
Vườn quốc gia có cự ly 428 kilômét (266 mi) nam đông nam thủ phủ Perth ở Shire of Lake Grace. Vườn quốc gia được đặt tên theo Frank Hann, một người thám hiểm sớm ở khu vực. Vườn quốc gia này được đặt tên chính thức ngày 30 tháng 10 năm 1970.
Vườn quốc gia này chủ yếu là heathland và rừng cây bụi situated on a inland sandplain. Không có phí vào cửa nhưng không có cơ sở phục vụ du khách.
Các thực vật trong vườn quốc gia này gồm có Acacia mackeyana, Acacia dissona and Banksia xylothemelia.